# Helochares normatus
Helochares normatus är en skalbaggsart som först beskrevs av Leconte 1861.  Helochares normatus ingår i släktet Helochares och familjen palpbaggar. Inga underarter finns listade i Catalogue of Life.